# Олександра Заславська

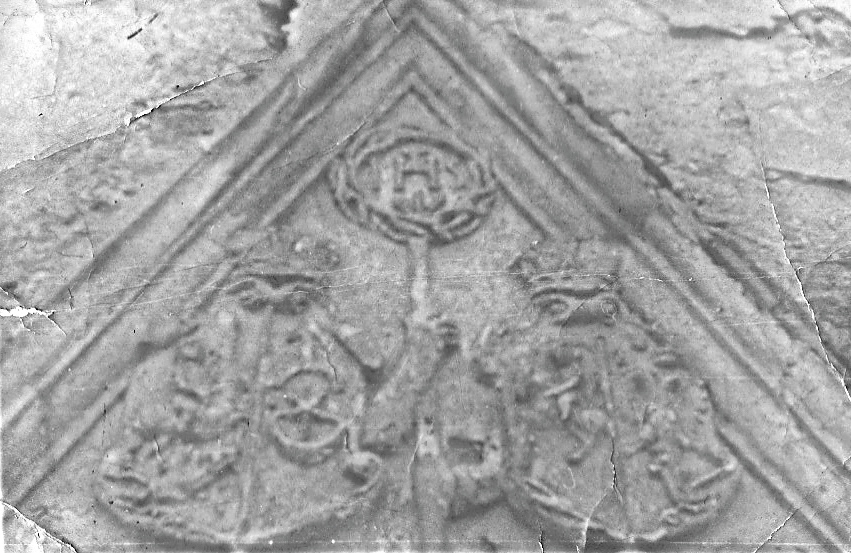
Рельєф із гербами фундаторів Заславської катедри — Олександри Романівни Санґушківни і Януша Янушовича Заславського

Олександра Заславська, до шлюбу Олександра Романівна Санґушківна (?—1610) — волинська княгиня, дочка Романа Федоровича Санґушковича. Від 1577 року дружина князя Януша Янушовича Заславського.
Була похована в монастирі оо. Бернардинів у Заславі. У 1630-х поховання перенесено до фарного костелу святого Івана Хрестителя.